# Мадагаскарские кукушки
Мадагаскарские кукушки, или коуа (лат. Coua), —  крупные, в основном, наземные птицы из семейства кукушковых, эндемичные для острова Мадагаскар. Coua происходит от коа, малагасийского названия кукушки или коуа,  которое, в свою очередь, происходит от подражания звукам криков некоторых видов.
При ходьбе вдоль ветвей деревьев напоминает африканских турако, для них также характерна ярко окрашенная голая кожа вокруг глаз. Некоторые из видов напоминают шпорцевых кукушек их привычкой пробираться сквозь переплетения растений во время поиска корма, в то время как древесные виды перемещаться между кронами деревьев с помощью планирующего полета. Четыре вида встречаются (или встречались) в лесах, а остальные шесть обитают в сухих лесах западной и южной части Мадагаскара.
У них большие ноги, с обратным положением третьего пальца. Наличие длинных голеней сближает мадагаскарских кукушек с  родом Carpococcyx , азиатских земляных кукушек со сходными условиями гнездования. На этом основании их объединяли в подсемейство Couinae. Однако сейчас их объединяют кроме рода Carpococcyx с ещё 3 родами: желтоклювыми (Ceuthmochares), малайскими кустарниковыми (Rhinortha) и кустарниковыми кукушками (Phaenicophaeus)  в подсемейство Пестроклювые кукушки (Phaenicophaeinae).
Мадагаскарские кукушки строят свои собственные гнезда и откладывают туда кладку белых яиц. Крики коуа — короткие серии равномерно распределённых нот, с помощью которых они иногда отвечают другим особям.

## Состав рода
В состав рода включают 11 современных видов, включая вымерший в конце XIX века, и два доисторических вида:
- - † Coua primaeva, позднечетвертичная доисторическая птица
  - † Coua berthae, позднечетвертичная доисторическая птица
  - † Coua delalandei — Мадагаскарская кукушка Делаланда, вымерла в конце XIX века
  - Coua cristata — Хохлатая мадагаскарская кукушка
    - † Coua cristata maxima — известна только по единственному экземпляру (голотипу); вероятно, вымерла в конце XX столетия или это был гибрид

  - Coua verreauxi — Чубатая мадагаскарская кукушка
  - Coua caerulea — Голубая мадагаскарская кукушка
  - Coua ruficeps — Белогорлая мадагаскарская кукушка
  - Coua olivaceiceps
  - Coua reynaudii — Краснолобая мадагаскарская кукушка
  - Coua coquereli — Кокереллева мадагаскарская кукушка
  - Coua cursor — Желтогорлая мадагаскарская кукушка
  - Coua gigas — Гигантская мадагаскарская кукушка
  - Coua serriana — Красногрудая мадагаскарская кукушка